# Tikobra
Tikobra este o comună din departamentul M'Bout, Regiunea Gorgol, Mauritania, cu o populație de 8.744 locuitori.